# Oswaldo Minda
Tilson Oswaldo Minda Suscal (Pasaje, Ecuador, 26 de julio de 1983) es un exfutbolista ecuatoriano. Jugaba de mediocampista y su último equipo fue el Barcelona S.C. de la Serie A de Ecuador.

## Trayectoria
Minda empieza su carrera como profesional en el año 2000, cuando Sociedad Deportiva Aucas adquiere su pase al Santos FC de la Segunda Categoría de Ecuador; luego de 5 años en el club capitalino, Minda es contratado por el Deportivo Cuenca donde permanece una temporada. Para la temporada 2007 es contratado por el Emelec, pero su falta de regularidad lo obliga a fichar nuevamente por Sociedad Deportiva Aucas a mitad de temporada. En 2008 es adquirido por el Deportivo Quito, club en el que permaneció hasta el 2011 y con el que obtuvo 3 campeonatos nacionales. 
Para la temporada 2012 el Chivas USA lo contrata.

## Clubes
| Club             | País           | Año       |
| ---------------- | -------------- | --------- |
| Aucas            | Ecuador        | 2000-2005 |
| Deportivo Cuenca | Ecuador        | 2006      |
| Emelec           | Ecuador        | 2007      |
| Aucas            | Ecuador        | 2007      |
| Deportivo Quito  | Ecuador        | 2008-2011 |
| Chivas USA       | Estados Unidos | 2012-2014 |
| Barcelona SC     | Ecuador        | 2014-2018 |

### Participaciones internacionales
| N.º | Torneo                 | Club             | Resultado    |
| --- | ---------------------- | ---------------- | ------------ |
| 1   | Copa Merconorte 2001   | Aucas            | Primera fase |
| 2   | Copa Sudamericana 2002 | Aucas            | Primera fase |
| 3   | Copa Sudamericana 2004 | Aucas            | Primera fase |
| 4   | Copa Libertadores 2006 | Deportivo Cuenca | Primera fase |
| 5   | Copa Libertadores 2007 | Emelec           | Segunda Fase |
| 6   | Copa Sudamericana 2008 | Deportivo Quito  | Primera fase |
| 7   | Copa Libertadores 2009 | Deportivo Quito  | Segunda Fase |
| 8   | Copa Libertadores 2010 | Deportivo Quito  | Segunda Fase |
| 9   | Copa Sudamericana 2010 | Deportivo Quito  | Primera fase |
| 10  | Copa Libertadores 2011 | Deportivo Quito  | Primera fase |
| 11  | Copa Sudamericana 2011 | Deportivo Quito  | Primera fase |
| 12  | Copa Libertadores 2015 | Barcelona S.C.   | Segunda Fase |
| 13  | Copa Sudamericana 2016 | Barcelona S.C.   | Primera fase |
| 14  | Copa Libertadores 2017 | Barcelona S.C.   | Semifinal    |
| 15  | Copa Sudamericana 2018 | Barcelona S.C.   | Primera fase |

## Selección nacional
El 13 de mayo de 2014 Rueda incluyó a Minda en la lista preliminar de 30 jugadores que representarán a Ecuador en la Copa Mundial de Fútbol de 2014. Fue confirmado en la nómina definitiva de 23 jugadores el 2 de junio.

### Participaciones en Copas del Mundo
| Mundial                        | Sede   | Resultado    | Partidos | Goles |
| ------------------------------ | ------ | ------------ | -------- | ----- |
| Copa Mundial de Fútbol de 2014 | Brasil | Primera fase | 2        | 0     |

### Participaciones en Copa América
| Copa              | Sede      | Resultado    | Partidos | Goles |
| ----------------- | --------- | ------------ | -------- | ----- |
| Copa América 2011 | Argentina | Primera fase | 1        | 0     |

### Partidos internacionales
| \| N.° \| Fecha \| Ciudad \| Rival \| Resultado \| Resultado \| Competencia \| \| --- \| ------------------------ \| -------------- \| ------------- \| --------- \| --------- \| ------------------------------------ \| \| 1. \| 17 de diciembre de 2008 \| Mascate \| Irán \| 1-0 \| Victoria \| Copa del Golfo Arábigo \| \| 2. \| 19 de diciembre de 2008 \| Mascate \| Omán \| 0-2 \| Derrota \| Copa del Golfo Arábigo \| \| 3. \| 7 de mayo de 2010 \| Nueva Jersey \| México \| 0-0 \| Empate \| Amistoso \| \| 4. \| 16 de mayo de 2010 \| Seúl \| Corea del Sur \| 0-2 \| Derrota \| Amistoso \| \| 5. \| 4 de septiembre de 2010 \| Zapopan \| México \| 2-1 \| Victoria \| Amistoso \| \| 6. \| 12 de octubre de 2010 \| Montreal \| Polonia \| 2-2 \| Empate \| Amistoso \| \| 7. \| 11 de febrero de 2011 \| La Ceiba \| Honduras \| 1-1 \| Empate \| Amistoso \| \| 8. \| 29 de marzo de 2011 \| La Haya \| Perú \| 0-0 \| Empate \| Amistoso \| \| 9. \| 20 de abril de 2011 \| Mar del Plata \| Argentina \| 2-2 \| Empate \| Amistoso \| \| 10. \| 28 de mayo de 2011 \| Seattle \| México \| 1-1 \| Empate \| Amistoso \| \| 11. \| 1 de junio de 2011 \| Toronto \| Canadá \| 2-2 \| Empate \| Amistoso \| \| 12. \| 7 de junio de 2011 \| Nueva York \| Grecia \| 1-1 \| Empate \| Amistoso \| \| 13. \| 13 de julio de 2011 \| Córdoba \| Brasil \| 2-4 \| Derrota \| Copa América 2011 \| \| 14. \| 10 de agosto de 2011 \| San José \| Costa Rica \| 2-0 \| Victoria \| Amistoso \| \| 15. \| 15 de noviembre de 2011 \| Quito \| Perú \| 2-0 \| Victoria \| Eliminatorias al Mundial Brasil 2014 \| \| 16. \| 10 de junio de 2012 \| Quito \| Colombia \| 1-0 \| Victoria \| Eliminatorias al Mundial Brasil 2014 \| \| 17. \| 11 de septiembre de 2012 \| Montevideo \| Uruguay \| 1-1 \| Empate \| Eliminatorias al Mundial Brasil 2014 \| \| 18. \| 17 de octubre de 2012 \| Puerto La Cruz \| Venezuela \| 1-1 \| Empate \| Eliminatorias al Mundial Brasil 2014 \| \| 19. \| 20 de junio de 2014 \| Curitiba \| Honduras \| 2-1 \| Victoria \| Mundial 2014 Brasil \| \| 20. \| 25 de junio de 2014 \| Río de Janeiro \| Francia \| 0-0 \| Empate \| Mundial 2014 Brasil \| |                          |                |               |           |           |                                      |
| N.° | Fecha                    | Ciudad         | Rival         | Resultado | Resultado | Competencia                          |
| 1. | 17 de diciembre de 2008  | Mascate        | Irán          | 1-0       | Victoria  | Copa del Golfo Arábigo               |
| 2. | 19 de diciembre de 2008  | Mascate        | Omán          | 0-2       | Derrota   | Copa del Golfo Arábigo               |
| 3. | 7 de mayo de 2010        | Nueva Jersey   | México        | 0-0       | Empate    | Amistoso                             |
| 4. | 16 de mayo de 2010       | Seúl           | Corea del Sur | 0-2       | Derrota   | Amistoso                             |
| 5. | 4 de septiembre de 2010  | Zapopan        | México        | 2-1       | Victoria  | Amistoso                             |
| 6. | 12 de octubre de 2010    | Montreal       | Polonia       | 2-2       | Empate    | Amistoso                             |
| 7. | 11 de febrero de 2011    | La Ceiba       | Honduras      | 1-1       | Empate    | Amistoso                             |
| 8. | 29 de marzo de 2011      | La Haya        | Perú          | 0-0       | Empate    | Amistoso                             |
| 9. | 20 de abril de 2011      | Mar del Plata  | Argentina     | 2-2       | Empate    | Amistoso                             |
| 10. | 28 de mayo de 2011       | Seattle        | México        | 1-1       | Empate    | Amistoso                             |
| 11. | 1 de junio de 2011       | Toronto        | Canadá        | 2-2       | Empate    | Amistoso                             |
| 12. | 7 de junio de 2011       | Nueva York     | Grecia        | 1-1       | Empate    | Amistoso                             |
| 13. | 13 de julio de 2011      | Córdoba        | Brasil        | 2-4       | Derrota   | Copa América 2011                    |
| 14. | 10 de agosto de 2011     | San José       | Costa Rica    | 2-0       | Victoria  | Amistoso                             |
| 15. | 15 de noviembre de 2011  | Quito          | Perú          | 2-0       | Victoria  | Eliminatorias al Mundial Brasil 2014 |
| 16. | 10 de junio de 2012      | Quito          | Colombia      | 1-0       | Victoria  | Eliminatorias al Mundial Brasil 2014 |
| 17. | 11 de septiembre de 2012 | Montevideo     | Uruguay       | 1-1       | Empate    | Eliminatorias al Mundial Brasil 2014 |
| 18. | 17 de octubre de 2012    | Puerto La Cruz | Venezuela     | 1-1       | Empate    | Eliminatorias al Mundial Brasil 2014 |
| 19. | 20 de junio de 2014      | Curitiba       | Honduras      | 2-1       | Victoria  | Mundial 2014 Brasil                  |
| 20. | 25 de junio de 2014      | Río de Janeiro | Francia       | 0-0       | Empate    | Mundial 2014 Brasil                  |

## Palmarés

### Campeonatos nacionales
| N.º | Título             | Club            | País ecuador | Año  |
| --- | ------------------ | --------------- | ------------ | ---- |
| 1   | Serie A de Ecuador | Deportivo Quito | Ecuador      | 2008 |
| 2   | Serie A de Ecuador | Deportivo Quito | Ecuador      | 2009 |
| 3   | Serie A de Ecuador | Deportivo Quito | Ecuador      | 2011 |
| 4   | Serie A de Ecuador | Barcelona       | Ecuador      | 2016 |

### Campeonatos nacionales amistosos
| N.º | Título                 | Club      | País    | Año  |
| --- | ---------------------- | --------- | ------- | ---- |
| 1   | Trofeo Hincha Amarillo | Barcelona | Ecuador | 2015 |
| 2   | Copa Nelson Muñoz      | Barcelona | Ecuador | 2016 |

### Campeonatos internacionales amistosos
| N.º | Título             | Club      | País    | Año  |
| --- | ------------------ | --------- | ------- | ---- |
| 1   | Copa EuroAmericana | Barcelona | Ecuador | 2015 |